# Stazione di Grottaglie
La stazione di Grottaglie è una stazione ferroviaria posta sulla linea Taranto-Brindisi. Serve il centro abitato di Grottaglie.

## Strutture e impianti
La stazione, posta alla progressiva chilometrica 18+483 fra le stazioni di Taranto e di Francavilla Fontana, è servita da due binari di cui uno di precedenza (binario 1) ed uno di corsa (binario 2) lunghi 253 m e 300 m.

## Movimento
La stazione è servita da treni regionali in servizio sulla tratta da Taranto a Brindisi svolti da Trenitalia nell'ambito del contratto di servizio stipulato con la Regione Puglia.

## Servizi
La stazione dispone di:
- Area per l'attesa
- Accessibilità per portatori di handicap

### Esplicative
1. 1 2  Ufficialmente la linea è denominata da RFI "Potenza-Brindisi"; in questa ed altre voci, coerentemente con la prassi di it.wiki, si utilizza la denominazione storica di "Taranto-Brindisi" in uso all'epoca dell'apertura della linea.

### Bibliografiche
1. ↑  Rete Ferroviaria Italiana, Fascicolo Linea 135.